# 卡麥隆·梅賓
卡麥隆·基斯·梅賓（英語：Cameron Keith Maybin, 1987年4月4日—），為美國職棒大聯盟的中外野手，先前曾待過老虎、馬林魚、教士、勇士、天使、太空人、水手、洋基、小熊與大都會等隊。2005年大聯盟選秀，於第一輪第10順位被老虎隊選走。2007年登上大聯盟。2017年拿下世界大賽冠軍。

## 職業生涯

### 底特律老虎
2007年8月17日，梅賓初登大聯盟，但是他4個打數0安打。當時他年僅20歲，是當時美聯最年輕的選手。8月18日，他面對羅傑·克萊門斯，先擊出大聯盟首安，隨後擊出生涯首轟。但他隨後也被克萊門斯丟了一顆觸身球。

### 佛羅里達馬林魚
2007年12月5日，老虎將梅賓、安德魯·米勒、Mike Rabelo、Dallas Trahern、Frankie de la Cruz交易至馬林魚隊換來唐崔利·威利斯和米格爾·卡布瑞拉。
2008年9月16日，梅賓終於在馬林魚隊出賽。他前8場打擊率5成，4次盜壘成功。
2009年球季，他前22場比賽打擊率僅2成02。因此他被下放至3A，他在3A的打擊率韋3成19，8月31日又重返大聯盟。
2010年球季，他一開始打擊率僅2成25。他被下放到3A後，結果打擊率高達3成40，8月24日回歸大聯盟。總計他該季打擊率2成34，9次盜壘成功。

### 聖地牙哥教士
2010球季結束後，馬林魚隊將梅賓交易至教士隊，換來Ryan Webb及Edward Mujica。2011年球季，他打擊率為2成64，9轟40分打點。並成為隊史第9位達成單季40盜的選手。
2012年3月3日，梅賓與教士隊簽下5年2500萬美元的合約。
2012年上半季，梅賓的打擊率僅2成12。但是到了下半季，他的打擊率上升至2成83。總計他該年打擊率為2成43，26次盜壘成功。
2013年球季，他因為受傷而缺席很多場比賽。該季他僅出賽14場，打擊率1成57。
2014年7月23日，梅賓因為使用安非他命而被大聯盟處以禁賽25場。

### 亞特蘭大勇士
2015年4月5日，他與卡洛斯·昆汀、Jordan Paroubeck、Matt Wisler被交易至勇士隊，換來克雷格·金布雷爾與B·J·厄普頓。該季他打擊率2成67，10轟59分打點。他在得點圈上有人的情況下，打擊率高達3成56。

### 重回底特律
2015年11月20日，勇士隊將梅賓交易至老虎隊，換來Ian Krol和Gabe Speier。他在2016年春訓面對洋基隊時，被路易斯·賽維里諾的觸身球砸中。他於5月16日回歸球場，回來的第一週他就以打擊率6成，上壘率6成52，長打率7成50的可怕成績與隊友米格爾·卡布瑞拉一同獲選為美聯單週最佳球員。
8月3日，他在撲接飛球時造成拇指受傷，再度進入傷兵名單。直到8月16日才回歸。
2016年球季，他的打擊率為3成15，4轟及15次盜壘成功。

### 洛杉磯天使
2016年球季結束後，他被交易至天使隊，老虎隊得到Victor Alcántara。2017年7月18日，他因為右膝受傷進入傷兵名單。該年他在天使出賽93場，打擊率2成35，6轟22分打點。

### 休士頓太空人
2017年8月31日，天使隊將梅賓放進讓渡名單，隨後太空人隊將其選走。在2017年世界大賽第2場，梅賓在延長賽擔任代打，他擊出安打後盜上二壘。隨後靠著喬治·史普林格的全壘打回來得分。最後太空人4勝3敗打敗道奇隊，梅賓也得到他生涯首枚冠軍戒指。

### 重回馬林魚
2018年2月21日，梅賓與馬林魚簽下1年約。

### 西雅圖水手
2018年7月31日，馬林魚將梅賓交易至水手隊，換來Bryson Brigman和國際簽約金。

### 舊金山巨人與克里夫蘭印地安人
2019年2月21日，他與巨人隊簽下小聯盟約，不過他在3月22日遭到釋出。
2019年3月29日，他與克里夫蘭印地安人隊簽下小聯盟約，並從3A開季。

### 紐約洋基
2019年4月25日，外野傷兵滿營的洋基隊用現金向印地安人隊買來了梅賓，並馬上將他升上大聯盟。

### 三返底特律
2020年2月12日，梅賓以1年150萬美元的合約加盟老虎隊。

### 芝加哥小熊
2020年8月31日，老虎隊用梅賓向小熊隊交易Zack Short。該年他在小熊隊的打擊率為2成7，並敲出1轟與7分打點。3月27日，他遭到小熊隊釋出。不過他在隔天馬上和球隊重簽小聯盟合約。

### 紐約大都會
2021年5月18日，傷兵滿盈的大都會找上梅賓，因此小熊隊用他向大都會換取現金。他也在隔天進入球隊的26人名單內。不過他出賽9場比賽，28個打數只敲出1安。後來他在6月3日被下放到3A，球季結束後成為自由球員。
2022年1月3日，梅賓透過推特正式宣布退休，結束15年的職棒生涯。

## 個人生活
他的表弟是前NFL選手Aaron Maybin和現任NFL選手Jalen Reeves-Maybin。

## 爭議
2019年美國聯盟分區賽第二場，雙城隊派出以前曾擔任過Uber司機的Randy Dobnak先發對決洋基，最終洋基拿下勝利，系列賽最後以3比0橫掃雙城。然而梅賓卻在系列賽結束後，於推特發布文章說：滿分5分的話，我給這個系列賽4.99分(因為Uber駕駛的評分就是用滿分5分來評分)。這篇貼文隨後招致大量網友的批評，梅賓也因此刪除文章並道歉。

## 酒駕事件
2019年3月1日因酒駕及超速被捕，酒測兩次均未過，酒測值高達0.142，3月6日公開致歉。

## 外部連結
- 球員資訊和成績在MLB，ESPN，Baseball-Reference，Fangraphs（英文）
- 卡麥隆·梅賓的X（前Twitter）